# Qua đèo Ngang
Qua Đèo Ngang (chữ Nôm: 過岧卬) là bài thơ nổi tiếng của Bà Huyện Thanh Quan, một nữ sĩ ở thời cận đại của lịch sử văn học Việt Nam. Với phong cách trang nhã, bài thơ "Qua đèo Ngang" cho thấy cảnh tượng Đèo Ngang thoáng đãng mà heo hút, thấp thoáng có sự sống của con người nhưng còn hoang sơ, đồng thời thể hiện nỗi nhớ nước thương nhà, nỗi buồn thầm lặng cô đơn của tác giả. Bài thơ được đưa vào Sách giáo khoa Ngữ Văn 7, tập 1 theo chương trình giáo dục phổ thông 2006, Ngữ văn 8, tập 1 bộ sách Kết nối tri thức với cuộc sống và Ngữ văn 8, tập 2 bộ sách Chân trời sáng tạo  hay Ngữ Văn 8, tập 2 bộ sách Cánh Diều theo chương trình giáo dục phổ thông 2018 của Bộ giáo dục và đào tạo Việt Nam.

## Nguyên tắc
Bài thơ Qua Đèo Ngang được viết theo thể thất ngôn bát cú Đường luật.
Bước tới Đèo Ngang, bóng xế tà,
Cỏ cây chen đá, lá chen hoa.
Lom khom dưới núi, tiều vài chú
Lác đác bên sông, chợ mấy nhà.
Nhớ nước đau lòng, con quốc quốc,
Thương nhà mỏi miệng, cái gia gia.
Dừng chân đứng lại, trời, non, nước,
Một mảnh tình riêng, ta với ta.
* Có dị bản ghi là "rợ mấy nhà" nhưng nhiều nhà nghiên cứu cho rằng không hợp lý vì ở đèo Ngang không thể có chợ. Mà nếu có chợ thì sẽ đông đúc chứ không heo hút "mấy nhà" được. Còn với chữ rợ nghĩa là vó (tiếng địa phương là rớ hay rợ hoặc nhà tạm) thì hợp lý hơn.

## Xuất xứ và chủ đề
Trên đường đến Phú Xuân nhận chức của vua Minh Mạng, bước tới Đèo Ngang lúc chiều tà, cảm xúc dâng trào lòng người, Bà Huyện Thanh Quan sáng tác bài "Qua đèo Ngang". Bài thơ tả cảnh Đèo Ngang lúc xế tà và nói lên nỗi buồn cô đơn, nỗi nhớ nhà thương nước của một người con hiến mình cho tổ quốc.
Lần đầu nữ sĩ "bước tới Đèo Ngang", đứng dưới chân con đèo "đệ nhất hùng quan" này, địa giới tự nhiên giữa hai tỉnh Hà Tĩnh - Quảng Bình, vào thời điểm "bóng xế tà", lúc mặt trời đã nằm ngang sườn núi, ánh mặt trời đã "tà", đã nghiêng, đã chênh chênh. Trời sắp tối. Âm "tà" cũng gợi buồn thấm thía. Câu 2, tả cảnh sắc: cỏ cây, lá, hoa... đá. Hai vế tiểu đối, điệp ngữ "chen", vần lưng: "đá" – "lá", vần chân: "tà" – "hoa", thơ giàu âm điệu, réo rắt như một tiếng lòng, biểu lộ sự ngạc nhiên và xúc động về cảnh sắc hoang vắng nơi Đèo Ngang 200 năm về trước.

## Thể thơ
Bài thơ được viết theo thể thất ngôn bát cú Đường luật.

## Nhận xét
| “                              | Ở tất cả những bài thơ viết bằng luật Đường của bà, niêm luật đều chặt chẽ mà không có cảm giác gò bó, xếp đặt, câu thơ trang nhã, từ ngữ chải chuốt và chọn lọc công phu. Bà là một trong những nhà thơ nữ nổi tiếng nước ta. | ” |
| — Nguyễn Lộc - Từ điển Văn học | |   |

| “                                          | Những bài thơ Nôm của bà truyền lại có ít, phần nhiều là thơ tả cảnh, tả tình, nhưng bài nào cũng hay và tỏ ra bà là người có tính tình đoan chính, thanh tao, một người có học thức, thường nghĩ tới nhà, tới nước. Lời văn rất trang nhã, điêu luyện. | ” |
| — Dương Quảng Hàm, Việt Nam văn học sử yếu | |   |

## Sách tham khảo
- Phạm Thế Ngũ, Việt Nam văn học sử giản ước tân biên (Quyển Hai). Quốc học tùng thư xuất bản, không ghi năm xuất bản.
- Nhiều tác giả, Từ điển Văn học (bộ mới). Nhà xuất bản Thế giới, 2004.
- Nhiều tác giả, Hợp tuyển thơ văn Việt Nam (thế kỷ 13-nửa đầu thế kỷ 19). Nhà xuất bản Văn học, 1978.